# Зденко Марасовић
Зденко Марасовић (Сплит, 1925 – Београд, 1987) био је југословенски пијаниста. 
Дипломирао је 1948. године на Музичкој академији у Београду, као ученик професора Емила Хајека.
Наступао је широм некадашње Југославије и имао више солистичких концерата. Посебно се истакао као интерпретатор дела домаћих композитора.
Био је један од учесника на Светском омладинском фестивалу у Прагу, а 1949. године се на Другом југословенском музичком такмичењу у Љубљани пласирао се међу првима. Учествовао је и на међународном музичком конкурсу у Женеви. Био је члан Народног позоришта у Београду, а више солистичких концерата одржао је и у Задужбини Илије М. Коларца. Сахрањен је у Алеји заслужних грађана на Новом гробљу у Београду. 

## Галерија
- Програм концерта Зденка Марасовића, који се одржао у Задужбини Илије М. Коларца, 15. септембра 1950. године.
- Програм концерта Зденка Марасовића, који се одржао у Задужбини Илије М. Коларца, 1953. године.